# Így jártam apátokkal (Így jártam anyátokkal)
Az Így jártam apátokkal az Így jártam anyátokkal című amerikai televíziós sorozat kilencedik évadjának tizenhatodik epizódja, egyben a sorozat kettőszázadik epizódja. Eredetileg 2014. január 27-én én vetítették, az Egyesült Államokban, míg Magyarországon három hónappal később, 2014. április 14-én.
Ez az epizód egy különkiadás, abból a szempontból, hogy az Anya, azaz Tracy McConnell történetét meséli el, azaz azokat a dolgokat, amik a sorozat első epizódja óta vele történtek.

## Cselekmény
|  | Alább a cselekmény részletei következnek! |

2005 szeptemberében, amikor Barney épp az "Ismered Tedet?" játékot játssza, és amelynek során megismeri Robint, egy lányt telefonon keresnek. Tévedésből a másik MacLaren's Bárban van, így át kell taxiznia a város másik felébe. Aznap este ugyanis, amikor Lily és Marshall az eljegyzésüket ünnepelték, akkor volt az Anya 21. születésnapja. A lány, Kelly, megkérdezi az Anyától, hogy hol van a barátja, Max. Ő azt mondja, nem talált taxit, bár reméli, hogy épp a tökéletes születésnapi ajándékot keresi. Amikor csörög a telefonja, és látja, hogy Max keresi, kimegy a bár elé, hogy felvegye. A vonal végén azonban nem Max van, hanem egy ismeretlen személy, aki közli vele, hogy Max meghalt. Csak a fiú temetése után van bátorsága kibontani a születésnapi ajándékát: egy ukulelét, amelyet a mellékelt cetli alapján azért szánt neki, hogy a reggeli közbeni énekléseket ezzel kísérje.
2008 áprilisában Kelly, aki az Anya lakótársa, végre meggyőzi őt, hogy félretéve a gyászát, eljöjjön vele egy Szent Patrik-napi buliba. Történetesen ez ugyanaz a buli, ahol Barney és Ted is ott vannak. Az Anya eleinte nem akar lemenni, arra hivatkozik, hogy robotos képeket festene, valamint hogy esni fog, de Kelly magával viszi – ő pedig a sárga esernyőjét. Miközben a vécé előtt állnak sorban, az Anya belebotlik Mitch-be, egykori zenetanárába. Beszélgetni kezdenek, Mitch elmondja, hogy szűkében vannak az anyagiaknak, mire az Anya felajánlja a csellóját, hiszen már úgysem használja egy ideje. Felmennek a lakására, és miközben megkeresi a csellót, Mitch meztelenre vetkőzik – ő a Pucér Pasi, és ez a trükkje. Az Anya sokkot kap és azt mondja, hogy ez nála nem válik be, amit Mitch úgy nyugtáz, hogy háromból kétszer működik. Rövid beszélgetés után a nehéz életről Mitch azt javasolja neki, hogy legyen bármekkora furcsaság is, kövesse az álmát és mindent ennek rendeljen alá. Az Anya álma véget vetni a szegénységnek – ezért iratkozik be közgazdaságtanra. Rögtön ezt követően észreveszi, hogy eltűnt a sárga esernyője.
2009 őszén az Anya és Kelly már nem szobatársak, hanem Cindyvel lakik együtt, akinek megvallotta, hogy valószínűleg többé nem lesz szerelmes. Azon az órán vesznek részt, amit Ted tart, tévedésből (és az egyik viccén csak az Anya nevet). Az Anya azt hiszi először, hogy ő van rossz órán, és elszalad, de később rájön, hogy neki van igaza, és Ted ekkor viharzik el mellette.
2010 januárjában Ted éppen fenn van Cindynél. Aznap este szakítanak, mert látatlanban is az Anya holmijai tetszenek neki a legjobban, és ezt Cindy sértőnek találja. Mindenesetre a sárga esernyő visszakerül tulajdonosához. Cindy elpanaszolja az Anyának, hogy szerinte Ted belé szerelmes inkább, amit ő nevetve utasít el, hiszen szerinte a festményei, az érmegyűjteménye, és a reneszánsz vásáros ereklyéi biztosan elriasztanák (nem tudva, hogy Ted imádja ezeket). Cindy egy óvatlan pillanatban megcsókolja az Anyát, és ez az első lépés afelé, aminek a végén elismeri, hogy leszbikus.
Ezt a történetet meséli el az Anya egy bárban Darren-nek, aki a lakótársi hirdetése miatt kereste meg őt, de igazából nem lakótársa szeretne lenni, hanem a zenekarát, a Szuperlökonómiát imádja. Az Anya meginvitálja a következő fellépésükre azzal, hogy énekelhet velük egy számot. Darren szemében tűz gyúl, ami azt jelzi, hogy igazából a bandát akarja megszerezni. Ez sikerül is neki 2012 áprilisára, amikor már Darren azzal henceg, hogy ő a bandavezér, miközben az Anya egyedül pakolja be a furgonba a dögnehéz cuccait. Egy fiú, Louis segít neki, aki meghívja egy italra a MacLaren's-be. Vacsorázni is hívja az Anyát, de ő nemet mond, mondván, hogy elvesztette igaz szerelmét, és nem hiszi, hogy lesz még más az életében. Azért Louis odaadja a számát, mielőtt elmenne. Nem sokkal ezután Ted megjelenik női ruhában, és közli Barney-val, hogy "most már döntetlen".
Az Anya és Louis összejöttek, de ez nem volt igazi szerelem köztük. Louis-nak sem tetszett láthatóan annyira, hogy reggeli közben énekelgetett. De ahogy Jövőbeli Ted mondta: a végzet közbelépett. Robin és Barney esküvőjén szükség volt egy zenekarra, és a Szuperlökonómia épp ráért. Az Anya így Farhamptonba utazott, ahol Louis-ék egyik vidéki házában szállt meg. Így ismerte meg Lilyt, majd látta meg az újságban a hirdetést, hogy Darren le akarja őt váltani a bandában. Lily javaslatára ellopja Darren furgonját, majd azzal jön vissza a fogadóba. Útközben felveszi Marshall-ékat, majd a bárban iszik egy italt, és amikor látja, hogy Darren sértődötten kilép a zenekarból, mert a menyasszony tanúja leütötte őt, örömében kikéri neki látatlanban a ház legjobb italát. Ezután távozik, és visszamegy a házba, ahol Louis váratlanul megkéri a kezét. Gondolkodási időt kér, kimegy a ház elé, és a rég halott Maxhez szól. Egy szellőfuvallatot értelmez úgy, mint jelet Max részéről, hogy továbbléphet az életben és újra boldog lehet. Ennek hatására szakít Louis-szal, majd visszamegy a fogadóba, és kér egy szobát. Történetesen éppen Ted szobája mellett kap egyet.
Aznap éjjel eljátssza a teraszon a La Vie en Rose-t ukulelén, amit Ted végighallgat. Jövőbeli Ted elmeséli a gyerekeinek, hogy vagy ezerszer hallotta az anyjuktól azt a dalt, de az az első alkalom volt a legszebb. Teljesen megindulva a daltól megy be a szobába, hogy elmondja Barney-nak, mit tapasztalt – csakhogy Barney szőrén-szálán eltűnt.

## Kontinuitás
- Ted és az Anya majdnem találkoztak a "Most már döntetlen" című részben. Ted ekkor szerezte meg egy nő számát női ruhában. Ha ezt nem sikerült volna, valószínű, hogy ők ketten már akkor találkoznak.
- Kiderül, hogy az Anya jól ismeri az "A pucér pasi" című részben feltűnt Mitch-et, ráadásul a nála elért kudarca miatt lesz a sikerességi mutatója háromból kettő.
- A "Nők versus Öltönyök" című epizódban már megemlítették, hogy az Anya reggelizés közben énekel.
- Ted ugyanezt a béna viccet már elsütötte a "Duplarandi" című részben, és már akkor megjegyezte, hogy egyedül a felesége nevetett rajta.
- Kelly bevallja, hogy összejött egy olyan fickóval, aki azzal szédítette, hogy a farka kívánságokat teljesít. Ez a trükk az egyik, amely a Taktikai Könyvben is szerepel.
- Louis megemlíti, hogy a bárt Rejtvénynek hívták korábban ("Háromnapos havazás"). Hogy miért ez a neve, az maga a rejtély, mondja az Anya, ami szintén visszatérő geg.
- Az Anya számos közös tulajdonságát felvillantja ebben a részben Teddel. Robotos festmények, éneklés a reggeli közben, kalligráfia, keresztrejtvény, érmegyűjtemény, a reneszánsz vásár kedvelése, és a furcsa humorérzék.
- Számos korábbi epizódból szerepelnek bevágott vagy újrafelvett jelenetek: "A kezdetek", "Nincs holnap", "Definíciók", "Nők versus öltönyök", "A hableány-elmélet", "Most már döntetlen", "Zenekar vagy DJ?", "Basszgitáros kerestetik".
- Amikor Louis és az Anya először találkoznak, az Arcadian Szálló megmentésére biztató poszterek vannak a falon. Mikor isznak egyet a bárban, mielőtt Ted besétálna a bárba, Lily és Barney épp kibékülnek (lásd "A hableány-elmélet")
- Louis, mint az Anya udvarlója, az "Időutazók" című részben már látható volt.
- Cindyről a "Nagy napok" című részben tudja meg Ted, hogy leszbikus, és mint kiderül, a vele való szakítását követően jött rá erre.
- A szomorú zene, ami az Anya és Louis szakításakor szól ("You're All Alone" John Swihart-tól) szólt akkor is, amikor az "Időutazók" című részben Ted a 45 percről szóló monológját adta elő.
- 2008-ban az Anya azt a könyvet olvassa, amit a "Nők versus Öltönyök" című részben kölcsönadott Cindynek, és amit Ted is kiszúrt.

## Jövőbeli visszautalások
- A "Feltámadás" című részből kiderül, hogy az Anya írt egy könyvet, ami az éhezés felszámolásáról szól.
- A "Gary Blauman" című részből kiderül, hogy az Anya friss szakítása rányomta a bélyegét az ő és Ted első randijára alig pár nappal később.
- A "Napfelkelte" című rész szól arról, hová is tűnt Barney.

## Érdekességek
- Szent Patrik napja nem áprilisban van, hanem márciusban, ezt tévesen írják ki a képernyőre. A későbbi vetítéseknél ezt a hibát kijavították és átírták a feliratot, de a magyar változatban benne maradt.
- Ugyancsak tévedés, hogy Jövőbeli Ted szerint az Anya és Louis évekig randiztak, miközben egy évig sem voltak együtt. A későbbi angol változatban ezt is javították.
- Ez az ötödik epizód, aminek a nyitó képsorai eltérnek a szokásostól.
- Ebből az epizódból tudjuk meg, hogy Ted és az Anya közt 6 év korkülönbség van.
- A Szent Patrik-napi buli jelenetében az Anya szoknyát visel, a "Nincs holnap" című részben azonban a lába nadrágban látható. Ez, és néhány más apró különbség a narratívával is magyarázható: mindent Ted szemszögéből láthatunk. Mivel Ted sohasem találkozott se az Anyával, se a barátaival, ezért érthető, ha nem tudta pontosan, ki mikor hogy nézett ki.
- Cristin Milioti, az Anyát játszó színésznő, hasonlóan a sorozatban szereplő többi színészhez, szintén tehetséges énekes, a Broadway-en is szerepelt.
- Egy törölt jelenetben az Anya azt is látja a tévében, ahogy Robin leteszi a helikoptert, aminek a pilótája stroke-ot kapott. Ezenkívül három törölt jelenet kapott még helyet a DVD-kiadáson: az egyiken az Anya és Kelly vitatkoznak azon, hogy randira kellene-e mennie Louis-szal, a másikon az Anya elhívja Louis-t egy hétvégére, ami történetesen Robin és Barney esküvője, a harmadikon pedig láthatjuk azt is, hogyan szakítottak.
- Amikor az Anya Maxhez beszél a csillagokon keresztül, bocsánatot kér tőle, amiért megzavarja az apjával való baseball-ozás közben. Ez egy utalás a "Baseball-álmok" című filmre, amit a sorozatban többször megemlítettek.

## Vendégszereplők
- Andrew Rannells - Darren
- Ahna O'Reilly - Kelly
- Roger Bart - Curtis
- Adam Paul - Mitch, a Pucér Pasi
- Louis Ferrigno, Jr. - Louis
- Rachel Bilson - Cindy
- Robert Belushi - Linus

## Zene
- Joe Tex - Skinny Legs and All
- Cristin Milioti - La Vie en Rose
- John Swihart - You Are All Alone

|  | Itt a vége a cselekmény részletezésének! |